# Henrik Fisker
Henrik Fisker,  född 10 augusti 1963, är en dansk entreprenör och bildesigner.
Fisker studerade design vid Art Center College of Design. Efter examen har han arbetat för bland andra BMW och Aston Martin.
2005 startade Fisker det egna designföretaget Fisker Coachbuild. Han har sedan grundat biltillverkarna Fisker Automotive och Fisker Inc.